# أندرو بينينغتون
أندرو بينينغتون (بالإنجليزية: Andrew Pennington)‏ هو سياسي بريطاني، ولد في 1 فبراير 1960 في المملكة المتحدة، وتوفي في 28 يناير 2000 في نفس البلد. حزبياً، نشط في الديمقراطيون الليبراليون.